# Пригоди Синдбада
«Пригоди Синдбада» (англ. The Adventures of Sinbad) — канадський фентезійний телесеріал, створений All American Television і Atlantis Films, що оригінально транслювався з 1996 по 1998 рік. Сюжет обертається навколо пригод капітана Синдбада і його команди. Серіал створено за мотивами пригод Синдбада з книги «Тисяча й одна ніч». Розроблений Едом Нахою, він був знятий в південній частині провінції Онтаріо, Канада і в Кейптауні, Південна Африка. Тон серіалу нагадує своїх сучасників — «Геркулес» і «Ксена: принцеса-воїн».
В Україні серіал транслювався на каналах «2+2», «ICTV» та «К1».

## Сюжет
Після двох років морських подорожей Синдбад повертається до себе додому, в Багдад. Місто за час відсутності Синдбада сильно змінилося. Ним править принц Касиб і візир Адмір, які встановили суворі закони і відібрали в мореплавця його майно. Синдбада схоплюють за звинуваченням у крадіжці і неповазі до принца та засуджують до страти. У в'язниці Синдбад зустрічає свого брата, Дубара. Несподівано принцесу Адіну викрадає чаклун Турок, якого халіф не запросив на її весілля. Халіф згадує, що тільки Синдбад досить сміливий, аби піти проти чаклуна і визволити Адіну, тому розпоряджається доставити Синдбада, який доти вже сам тікає від страти.
Халіф дає славетному мореплавцеві корабель «Мандрівник» (англ. Nomad). Синдбад споряджає команду, куди входять Дубар, винахідник Фаруз та німий майстер з кидання ножів Ронгар. Також до них приєднується сам Касиб. Але їм не впоратися з чорною магією Турока. Команда прибуває на острів Світанку (англ. Isle of Dawn), де зустрічає учителя Синдбада на ім'я Дім-Дім і його нову ученицю Меїв, яка не розлучається зі своїм ручним яструбом (зачаклованим братом) Дермоттом. Та Дім-Дім зникає при боротьбі з чудовиськом, яким насправді є Адмір, і Синдбад з командою вирушає на пошуки не тільки принцеси, а й учителя.

## Персонажі

### Екіпаж «Мандрівника»
- Синдба́д (англ. Sinbad) — головний герой серіалу і капітан корабля «Мандрівник». Славиться відважністю і кмітливістю, а також прагненням повсюди захищати справедливість. У першому епізоді він повертається з дворічної подорожі, після якої багатьма вважався загиблим. На його руці після шторму опиняється загадковий магічний браслет. Актор — Зен Гезнер[ru].
- Дуба́р (англ. Doubar) — старший брат Синдбада. Незважаючи на огрядність, він винятково сильний і полюбляє бійки. Актор Джордж Буза[en].
- Фару́з (англ. Firouz) — винахідник і вчений. Протягом усього серіалу він винаходить безліч сучасних пристроїв, в тому числі планер, велосипед, парасольку, телескоп, динамітні шашки і лазер. Він часто сумнівається в надприродних явищах, які зустрічаються команді, і намагається пояснювати їх з наукової точки зору. Актор — Тім Прогош[en].
- Ронга́р (англ. Rongar) — німий темношкірий воїн. Він є експертом з метання ножів, які постійно носить із собою. Другий сезон має епізод, де розповідається його передісторія. Актор — Оріс Ерхуеро[en].
- Ме́їв (англ. Maeve) — чарівниця, фахівець у галузі мистецтва магії. Має запальний характер і первісно не ладнає з Синдбадом. Була персонажем першого сезону. В першому епізоді другого сезону Меїв зникла в розпал бурі і, як згодом з'ясовується, була забрана Дім-Дімом, щоб захистити її від Руміни. Акторка — Жаклін Коллін.
- Де́рмотт (англ. Dermott) — ручний яструб Меїв. Як пізніше з'ясовується, Дермотт — це брат Меїв, обернений на птаха Руміною.
- Брін (англ. Bryn) — таємнича жінка з талантом до магії, котра з'явилася в другому сезоні. Вона носить магічний браслет, як і Синдбад, і так само не може пояснити, звідки він у неї взявся. Акторка — Мерайя Ширлі[fr].

### Антагоністи
- Ту́рок (англ. Turok) — злий чаклун, батько відьми Руміни. Окрім цього, як він говорить в першому епізоді першого сезону, найбагатший торговець Багдаду. Живе на неприступному острові Черепа, захищеному чаклунством. Як виявляється, Брін його менша дочка.
- Румі́на (англ. Rumina) — чаклунка, дочка Турока. Вона є головною лиходійкою першого сезону. Руміна хтива та мстива, перевторювала колишніх коханців на монстрів, має позашлюбну дочку із талантом до магії, яку віддала на виховання (дівчинка з'являється в епізоді "Маленька чаклунка"). Проявляє симпатію до Синдбада, але разом з тим ненавидить його за вбивство свого батька. Руміна також одержима бажання вбивства Меїв. Акторка — Джуліана Морріс[ru].
- Скре́тч (англ. Scratch) — демон із Заходу, за допомоги якого Руміна думала воскресити свого батька. Виглядає як класичний сатир з рогами і копитами. Він має багато різних імен, в тому числі відомий як «Володар мух». Вводиться в епізоді «Головоломка» у першому сезоні та надалі шкодить команді, прагнучи заволодіти душею Синдбада.

### Епізодичні персонажі
- Дім-дім (англ. Dim-Dim) — вчитель Синдбада і Меїв, який зник на початку серіалу. Тим не менш, він продовжує допомагати своїм учням. Актор — Вейн Робсон[en].
- Те́тсу (англ. Tatsu) — ронін, який носить такий самий браслет, як Синдбад і Брін.

## Епізоди

### Перший сезон
У першому сезоні Синдбад і його команда шукають Дім-Діма — зниклого вчителя Синдбада і Меїв.
| № | #  | Назва                                                           | Режисер         | Сценарист                    | Світова прем'єра                   | Прем'єра в Україні |
| --- | -- | --------------------------------------------------------------- | --------------- | ---------------------------- | ---------------------------------- | ------------------ |
| 1 | 1  | «Повернення Синдбада, частина перша» «Return of Sinbad: Part 1» | Клей Борріс     | Ед Наха                      | 28 вересня 1996                    | Буде оголошено     |
| Повернувшись додому після двох років плавання, Синдбад опиняється за ґратами. Але принц, який кинув його туди, звільняє його і просить про допомогу, коли його наречену викрадають.                    |    |                                                                 |                 |                              |                                    |                    |
| 2 | 2  | «Повернення Синдбада, частина друга» «Return of Sinbad: Part 2» | Клей Борріс     | Ед Наха                      | 5 жовтня 1996                      | Буде оголошено     |
| Продовження першої частини. |    |                                                                 |                 |                              |                                    |                    |
| 3 | 3  | «Звір всередині» «The Beast Within»                             | Нейл Фернлі     | Ед Наха                      | 12 жовтня 1996                     | Буде оголошено     |
| Синдбад вимушений грати у гру «мисливець і здобич» із одним з чудовиськ Руміни. |    |                                                                 |                 |                              |                                    |                    |
| 4 | 4  | «Застигле життя» «Still Life»                                   | Клей Борріс     | Джон Лафіа                   | 19 жовтня 1996                     | Буде оголошено     |
| Синдбад і команда висаджуються на острові скульптора, майстерні твори якого мають тривожний секрет. |    |                                                                 |                 |                              |                                    |                    |
| 5 | 5  | «Ронін» «The Ronin»                                             | Клей Борріс     | Ед Наха                      | 26 жовтня 1996                     | Буде оголошено     |
| Отримавши виклик від старого друга, Синдбад має перемогти майстра-самурая для того, щоб уберегти Баронію (англ. Baronia) від короля, який володіє заклятим мечем.                                      |    |                                                                 |                 |                              |                                    |                    |
| 6 | 6  | «Маленька чаклунка» «Little Miss Magic»                         | Нейл Фернлі     | Майкл Кассут                 | 2 листопада 1996                   | Буде оголошено     |
| Заходячи до порту Міста Туману (англ. City of Mist) на ремонт корабля, Синдбад і команда зустрічають юну чаклунку і стикаються з загадковими подіями.                                                  |    |                                                                 |                 |                              |                                    |                    |
| 7 | 7  | «Король Фаруз» «King Firouz»                                    | Нейл Фернлі     | Джон Ширлі                   | 9 листопада 1996                   | Буде оголошено     |
| Фаруз був уведений в оману і допомагає корумпованим генералу та принцесі. |    |                                                                 |                 |                              |                                    |                    |
| 8 | 8  | «Взаємодопомога» «The Ties That Bind»                           | Клей Борріс     | Крейг Волк                   | 4 листопада 1996 16 листопада 1996 | Буде оголошено     |
| Меїв потрапляє в полон до вікінгів, які прагнуть принести її в жертву монстрові. |    |                                                                 |                 |                              |                                    |                    |
| 9 | 9  | «Пригода з двійниками» «Double Trouble»                         | Кен Гіротті     | Джул Селбо                   | 23 листопада 1996                  | Буде оголошено     |
| Руміна чаклунством зменшує Синдбада і, набувши його вигляду, намагається зганьбити його. |    |                                                                 |                 |                              |                                    |                    |
| 10 | 10 | «Головоломка» «Conundrum»                                       | Джордж Менделюк | Ед Наха                      | 30 листопада 1996                  | Буде оголошено     |
| Рятуючи Ронгара, Синдбад, Дубар і Фаруз мимоволі допомагають дівчині зібрати черепи елементів. Але вони не підозрюють про істинний план ув'язненого демона на ім'я Скретч.                             |    |                                                                 |                 |                              |                                    |                    |
| 11 | 11 | «Принц-привид» «The Prince Who Wasn't»                          | Алан Сіммондс   | Ардвіт Чемберлен             | 21 грудня 1996                     | Буде оголошено     |
| Привид убитого принца переконує команду допомогти йому скинути його божевільного дядька. |    |                                                                 |                 |                              |                                    |                    |
| 12 | 12 | «Села, що зникають» «The Village Vanishes»                      | Джордж Менделюк | Джеймс Л. Новак              | 28 грудня 1996                     | Буде оголошено     |
| Отримавши повідомлення начебто від Дім-діма, Синдбад і команда опиняються у пастці в селі, котре ніхто не може покинути.                                                                               |    |                                                                 |                 |                              |                                    |                    |
| 13 | 13 | «Загадкові розбійники» «Masked Marauders»                       | Алан Сіммондс   | Роберт Енжелс                | 1 лютого 1997                      | Буде оголошено     |
| Шукаючи Дім-діма на одному з островів, команді доводиться допомагати групі дітей боротися з корумпованим законодавцем.                                                                                 |    |                                                                 |                 |                              |                                    |                    |
| 14 | 14 | «Закляття перевертня» «The Ghoul's Tale»                        | Джиммі Кауфман  | Крейг Волк                   | 27 січня 1997 8 лютого 1997        | Буде оголошено     |
| Команда має зняти з принцеси прокляття, накладене злим вовкулакою Ватаком (англ. Vathak). |    |                                                                 |                 |                              |                                    |                    |
| 15 | 15 | «Порятунок» «The Rescue»                                        | Джиммі Кауфман  | Роберт Енжелс                | 15 лютого 1997 2 березня 1997      | Буде оголошено     |
| Легендарний авантюрист Беламор (англ. Belamor) просить команду врятувати його дружину від давнього Синдбадового ворога на ім'я Турхан (англ. Turhan). Але згодом виявляється, хто насправді є ворогом. |    |                                                                 |                 |                              |                                    |                    |
| 16 | 16 | «Око Кратоса» «The Eye of Kratos»                               | Джеймс Хед      | Ардвіт Чемберлен             | 22 лютого 1997                     | Буде оголошено     |
| Давній друг очолює команду на місії, пов'язаній зі злим культом. |    |                                                                 |                 |                              |                                    |                    |
| 17 | 17 | «Циклоп» «The Bully»                                            | Террі Інгрем    | Ед Наха                      | 1 березня 1997                     | Буде оголошено     |
| Синдбад знаходить хуліганів, які причетні до загибелі його першої дівчини. Але крім помсти він має врятувати селище від циклопів.                                                                      |    |                                                                 |                 |                              |                                    |                    |
| 18 | 18 | «Гігант» «Monument»                                             | Джеймс Хед      | Сенді Гюнтер                 | 26 квітня 1997                     | Буде оголошено     |
| Дівчина отримує допомогу команди у пошуках її батька, ще не знаючи, ким він став. |    |                                                                 |                 |                              |                                    |                    |
| 19 | 19 | «Штукар» «Trickster»                                            | Джордж Менделюк | Ед Наха                      | 3 травня 1997                      | Буде оголошено     |
| Екіпаж «Мандрівника» і Руміна змушені об'єднатися, коли вони входять до населеної привидами місцевості, на якій не діє магія ані Меїв, ані Руміни.                                                     |    |                                                                 |                 |                              |                                    |                    |
| 20 | 20 | «Спів сирени» «The Siren's Song»                                | Джордж Менделюк | Крейг Волк                   | 10 травня 1997                     | Буде оголошено     |
| Після порятунку моряків команда починає помічати дивні речі на борту корабля. Який темний секрет приховують моряки?                                                                                    |    |                                                                 |                 |                              |                                    |                    |
| 21 | 21 | «Острів блаженства» «The Isle of Bliss»                         | Террі Інгрем    | Девід Морріс Вікторія Возняк | 17 травня 1997 18 травня 1997      | Буде оголошено     |
| Команду найняли для повернення магічного меча за допомогою жінки-капітана. Але вона має власні плани щодо цього меча.                                                                                  |    |                                                                 |                 |                              |                                    |                    |
| 22 | 22 | «Помста Руміни» «The Vengeance of Rumina»                       | Ніл Вільямсон   | Ед Наха                      | 24 травня 1997 25 травня 1997      | Буде оголошено     |
| На річницю обезголовлення свого батька Синдбадом Руміна укладає угоду зі Скретчем з метою перемоги їх спільного ворога та воскресіння Турока.                                                          |    |                                                                 |                 |                              |                                    |                    |

### Другий сезон
На початку другого сезону Меїв змиває за борт під час шторму. Намагаючись врятувати її, Синдбад висаджується на острові. Там він зустрічає Брін, яка приєднується до команди. Цей сезон є більш похмурим за перший і розкриває загадку райдужних браслетів.
| № | #  | Назва                                                 | Режисер              | Сценарист                  | Світова прем'єра                  | Прем'єра в Україні |
| --- | -- | ----------------------------------------------------- | -------------------- | -------------------------- | --------------------------------- | ------------------ |
| 23 | 1  | «Жертва» «The Sacrifice»                              | Алан Сіммондс        | Ед Наха                    | 22 вересня 1997 4 жовтня 1997     | Буде оголошено     |
| Діставшись берега після шторму, Синдбад опиняється на острові, де рятує дівчину на ім'я Брін від жертвопринесення чудовиську. |    |                                                       |                      |                            |                                   |                    |
| 24 | 2  | «Повернення роніна» «The Return of the Ronin»         | Джеймс Хед           | Ед Наха                    | 11 жовтня 1997                    | Буде оголошено     |
| Синдбад і команда знову об'єднуються з Тетсу, коли мандрівному самураєві необхідна допомога в порятунку селища від сімох демонів. |    |                                                       |                      |                            |                                   |                    |
| 25 | 3  | «Серце і душа» «Heart and Soul»                       | Алан Сіммондс        | Ед Наха                    | 18 жовтня 1997                    | Буде оголошено     |
| Синдбад і Ронгар повинні здолати вампіра та врятувати решту команди з крові (а точніше, душі) його дружини. |    |                                                       |                      |                            |                                   |                    |
| 26 | 4  | «Подорож у пекло» «The Voyage to Hell»                | Джеймс Хед           | Крейг Волк                 | 25 жовтня 1997                    | Буде оголошено     |
| Дух легендарного злодія збирається вселитися у свого сина, а команда мусить вирушити до пекла і врятувати молодика. |    |                                                       |                      |                            |                                   |                    |
| 27 | 5  | «Алі Рашид і розбійники» «Ali Rashid and the Thieves» | Х. П. Хоббс          | Крейг Волк                 | 1 листопада 1997 2 листопада 1997 | Буде оголошено     |
| Правда про минуле Ронгара стає явною, коли «Мандрівник» досягає його батьківщини, і команда має зруйнувати плани корумпованого принца Алі Рашида. |    |                                                       |                      |                            |                                   |                    |
| 28 | 6  | «Подарунок» «The Gift»                                | Алан Сіммондс        | Ед Наха                    | 8 листопада 1997                  | Буде оголошено     |
| Возз'єднання Синдбада і Дубара з колишньою командою перетворюється на кошмар, коли божевільний горбань на ім'я Бакбук (англ. Bakbuk) вбиває їх по черзі за допомогою зачарованих ляльок. |    |                                                       |                      |                            |                                   |                    |
| 29 | 7  | «Прокляття горгон» «The Curse of the Gorgons»         | Х. П. Хоббс          | Сонні Гордон               | 15 листопада 1997                 | Буде оголошено     |
| Хлопчик наймає команду для того, щоб урятувати селище від горгони. Але згодом виявляється, що їх не одна, а троє. |    |                                                       |                      |                            |                                   |                    |
| 30 | 8  | «Чудовисько Басри» «The Beast of Basra»               | Террі Інгрем         | Ед Наха                    | 22 листопада 1997                 | Буде оголошено     |
| Дубар перетворюється на вовкулаку. |    |                                                       |                      |                            |                                   |                    |
| 31 | 9  | «Чудовисько» «The Monster»                            | Террі Інгрем         | Стівен Баум                | 29 листопада 1997                 | Буде оголошено     |
| Добрий велетень на ім'я Урук (англ. Uruk) вимушений коїти зло за наказом чаклуна за допомогою магічного намиста. Команда повинна звільнити бідного чоловіка від влади мага. |    |                                                       |                      |                            |                                   |                    |
| 32 | 10 | «Пасажири» «The Passengers»                           | Брентон Спенсер      | Крейг Волк                 | 20 грудня 1997                    | Буде оголошено     |
| Двоє гостей на борту «Мандрівника» промивають мізки Синдбадові заради своїх темних намірів. |    |                                                       |                      |                            |                                   |                    |
| 33 | 11 | «Прибульці» «The Invanders»                           | Джордж Менделюк      | Пол Трейсі                 | 27 грудня 1997                    | Буде оголошено     |
| Синдбадові довелося зустрітися з іншопланетянами, які приземлилися на острів для ремонту корабля. Але вони — менша з проблем: місцеві релігійні фанатики прагнуть знищити «демонів». Закінчення серії дає зрозуміти, що браслети Синдбада та Брін є насправді інопланетною технологією. |    |                                                       |                      |                            |                                   |                    |
| 34 | 12 | «Прадавня книга» «The Book of Before»                 | Алан Сіммондс        | Адам Армус Нора Кей Фостер | 22 грудня 1997 3 січня 1998       | Буде оголошено     |
| Злий чаклун планує звільнити ув'язнені злі душі за допомогою стародавньої книги. |    |                                                       |                      |                            |                                   |                    |
| 35 | 13 | «Пошесть у місті» «A City Under Plague»               | Террі Інгрем         | Кетрін Бейкер              | 12 січня 1998 24 січня 1998       | Буде оголошено     |
| Синдбад і Фаруз допомагають давньому другу Фаруза вилікувати чуму в жіночому поселенні. Але згодом виявляється — це більше, ніж захворювання. |    |                                                       |                      |                            |                                   |                    |
| 36 | 14 | «Імператриця» «The Empress»                           | Джордж Менделюк      | Крейг Волк                 | 7 лютого 1998 8 лютого 1998       | Буде оголошено     |
| У Синдбада закохується безсмертна імператриця. |    |                                                       |                      |                            |                                   |                    |
| 37 | 15 | «Ув'язнення» «Castle Keep»                            | Брентон Спенсер      | Ед Наха                    | 2 лютого 1998 14 лютого 1998      | Буде оголошено     |
| Заарештований через хибне звинувачення у піратстві, Синдбад долучається до повстання в'язнів проти корумпованого принца. Але скоро Синдбад дізнається, що лідер повстанців може бути ще гіршим негідником. |    |                                                       |                      |                            |                                   |                    |
| 38 | 16 | «Легенда про грифона» «The Gryphon's Tale»            | Брентон Спенсер      | Ед Наха                    | 21 лютого 1998 22 лютого 1998     | Буде оголошено     |
| Злий мисливець краде яйце грифона, накликаючи на себе його гнів. |    |                                                       |                      |                            |                                   |                    |
| 39 | 17 | «Чудовисько з темряви» «The Beast of the Dark»        | Ніл Вільямсон        | Джеймс Л. Новак            | 28 лютого 1998                    | Буде оголошено     |
| Коли корабель Синдбада зазнає пошкоджень під час раптової бурі, він з командою висаджується на тому, що здавалося пустельним островом. Вони зустрічають підлітка на ім'я Мутаро (англ. Mutaro), який каже, що є єдиним вцілілим під час аварії корабля. Хлопчик відразу припадає до душі Брін, а решту команди знову і знову атакує таємниче невидиме чудовисько. Синдбад починає підозрювати про існування якогось зв'язку між хлопчиком і звіром. |    |                                                       |                      |                            |                                   |                    |
| 40 | 18 | «Небезпечна подорож» «Survival Run»                   | Джордж Менделюк      | Ед Наха                    | 7 березня 1998 8 березня 1998     | Буде оголошено     |
| Султан Дафару попросив Синдбада привести йому в'язня, що підозрюється у вбивстві принца Кауни (англ. Kauna). В'язнем виявляється прекрасна дівчина на ім'я Дара (англ. Dara), яка заперечує свою вину. Також вона попереджає Синдбада, що їм нізащо не дадуть повернутися до Дафару живими. |    |                                                       |                      |                            |                                   |                    |
| 41 | 19 | «Мінотавр» «The Minotaur»                             | Стівен Хіліард Стерн | Пол Трейсі                 | 2 травня 1998                     | Буде оголошено     |
| Синдбад і команда намагаються звільнити населення Алкіону (англ. Alcyone) від тиранії Гарріка (англ. Garrick), який тероризує його мешканців, віддаючи невинних жертв мінотаврові. Для цього їм необхідно віднайти Сокиру Посейдона. |    |                                                       |                      |                            |                                   |                    |
| 42 | 20 | «Мисливці» «Stalkers»                                 | Джордж Менделюк      | Ед Наха                    | 27 квітня 1998 9 травня 1998      | Буде оголошено     |
| Острів тероризують гігантські мурахи, створені та контрольовані божевільним ученим. |    |                                                       |                      |                            |                                   |                    |
| 43 | 21 | «Охоронці» «The Guardians»                            | Стівен Хіліард Стерн | Крейг Волк                 | 16 травня 1998                    | Буде оголошено     |
| Команда має захистити дитину від бандитів, які прагнуть запобігти їй виконати свою долю. |    |                                                       |                      |                            |                                   |                    |
| 44 | 22 | «Пекельний дім» «Hell House»                          | Террі Інгрем         | Ед Наха                    | 11 травня 1998 23 травня 1998     | Буде оголошено     |
| Скретч повертається і намагається навернути Синдбада на бік зла. Але таємнича жінка стежить за тим, щоб зусилля божевільного демона виявлялися марними. |    |                                                       |                      |                            |                                   |                    |

### Третій сезон
На хвилі успіху телесеріалу було заплановано його третій і завершальний сезон, але суперечки щодо контрактів призвели до його скасування. Згідно зі словами Еда Наха, у третьому сезоні Руміна мала б повернутися за рік після поразки наприкінці першого сезону і з новим бажанням убити Синдбада. Брін мала б стати одержимою інкубом, і команда у пошуках цілителя, вірячи, що ним буде Дім-Дім, з'ясовує тільки те, що це знівечений, але живий Турок. Турок займав би нейтральну позицію протягом усього сезону, і наприкінці, можливо, саме він знищив би Руміну, тим самим звільняючи Дермотта від її закляття. Також третій сезон мав би поставити крапку у таємниці райдужних браслетів.